# 亀田姫月
亀田 姫月（かめだ ひめき、1999年（平成11年）8月12日 - ）は日本の女子プロボクサー、女性ファッションモデル、タレント。本名同じ。大阪府大阪市西成区天下茶屋出身。K WORLD3ボクシングジム所属。
父は亀田史郎、兄は亀田興毅・亀田大毅・亀田和毅、従兄弟は亀田京之介。

## 来歴

### 生い立ち
1999年、大阪府で生まれる。父は元ボクシングトレーナーの亀田史郎。4人兄妹の末っ子長女で、兄は「亀田三兄弟」として有名な亀田興毅、亀田大毅、亀田和毅である。両親は2003年に離婚している。名前は父が命名したもので、「女の子は家族にとってお姫様」との思いが込められており、兄妹全員の名前を「き」で締めたかった為、字画の合う「月」をあてた。

### 芸能活動
父・史郎が代表取締役社長を務める亀田三兄弟の個人事務所「亀田プロモーション」と業務提携している芸能事務所サラエンターテイメント（現パワーピット）と専属契約を結び、2010年6月から芸能活動を開始する。同月7日発売のファッション雑誌『EDGE STYLE』創刊号でモデルデビュー。

### ボクシング
2016年5月10日放送の「踊る!さんま御殿!!」に兄の大毅と出演した際、プロボクサーデビューする為に稽古を積んでいる事と、将来は兄達のように世界チャンピオンを目指していることを明かした
。
2018年4月21日（日本時間22日）、メキシコでプロデビュー。以来5連続KO勝利でマイナー団体のタイトルを獲得。
2019年8月9日、タイでChatpetch Sith JahchartとWBAアジア女子ライトフライ級タイトルマッチを行い、10回判定負けで初黒星を喫し、王座獲得に失敗した（Boxrec.comでは『日本のファイターはJBCライセンスなしで戦ったため、「無効試合」と宣言された。』と但し書きがあり、無効試合（ノーコンテスト）扱いとなっている）。なお、国内ライセンス未取得のため全ての試合を海外で行っているが、この試合を最後にコロナ禍による渡航制限などもあり公式試合を行っていない。

## 人物
特技はパソコン、趣味は料理。
将来の夢はアイドルグループAKB48に入る事である。元メンバーの前田敦子と板野友美のファンであり、特に板野は同じ『EDGE STYLE』のモデルを務めている為、「憧れの人と同じ雑誌に出ることができて夢へ一歩近づきました。板野さんと一緒に撮影に臨めたらうれしい」と述べている。同誌のモデルを務める小森純も憧れの人物として名前を挙げている。
3人の兄に対しては現役時代の派手なビッグマウスや不祥事により、その余波が自分にきてイジメられたことがあったことから兄たちが好きでなかったことがあった。
兄妹の中では、現時点で唯一の独身（亀田三兄弟共に既婚者）。

## 戦績
- プロボクシング：6戦6勝 (5KO)

| 戦           | 日付           | 勝敗 | 時間    | 内容    | 対戦相手                                     | 国籍     | 備考 |
| ------------ | -------------- | ---- | ------- | ------- | -------------------------------------------- | -------- | --- |
| 1            | 2018年4月21日  | 勝利 | 2R 0:22 | TKO     | カルラ・サモラノ                             | メキシコ | プロデビュー戦 |
| 2            | 2018年7月31日  | 勝利 | 2R 1:31 | TKO     | ペットチョムプー・モークルンテープトンブリー | タイ     | |
| 3            | 2018年10月26日 | 勝利 | 3R 0:41 | TKO     | サオワラック・ナリーペンシー                 | タイ     | |
| 4            | 2019年1月26日  | 勝利 | 6R終了  | TKO     | スマリー・トンプートーン                     | タイ     | ABF女子ライトフライ級タイトルマッチ |
| 5            | 2019年4月24日  | 勝利 | 2R 1:44 | TKO     | カニカ・バンナラ                             | タイ     | UBF世界女子ライトフライ級タイトルマッチ |
| 6            | 2019年8月9日   | 敗北 | 10R     | 判定0-3 | Chatpetch Sith Jahchart                      | タイ     | WBAアジア女子ライトフライ級タイトルマッチ。 Boxrec.comには『日本のファイターはJBCライセンスなしで戦ったため、「無効試合」と宣言された。』と但し書きがあり、無効試合（ノーコンテスト）扱いとなっている。 |
| テンプレート |                |      |         |         |                                              |          | |

## 獲得タイトル
- ABF女子ライトフライ級王座
- UBF世界女子ライトフライ級王座

## 出演

### 雑誌
- EDGE STYLE（双葉社、2010年7月号 - ）レギュラー